# خانه آمنه و مهدی چکامه حقیقی
خانه آمنه و مهدی چکامه حقیقی مربوط به دوره قاجار است و در شیراز، محله سر باغ، کوچه خانقاه احمدی، پلاک ۳۷ واقع شده و این اثر در تاریخ ۱۰ خرداد ۱۳۸۲ با شمارهٔ ثبت ۸۷۰۲ به‌عنوان یکی از آثار ملی ایران به ثبت رسیده است.